# Lindbomstjärnen
Lindbomstjärnen är en sjö i Sundsvalls kommun i Medelpad och ingår i Ljungan-Gnarpsåns kustområde. Sjön har en area på 0,118 kvadratkilometer och ligger 3 meter över havet.

## Delavrinningsområde
Lindbomstjärnen ingår i det delavrinningsområde (690408-158951) som SMHI kallar för Utloppet av Lindbomstjärnen. Medelhöjden är 11 meter över havet och ytan är 0,74 kvadratkilometer. Det finns inga avrinningsområden uppströms utan avrinningsområdet är högsta punkten. Avrinningsområdets utflöde mynnar i havet. Avrinningsområdet består mestadels av skog (71 procent). Avrinningsområdet har 0,12 kvadratkilometer vattenytor vilket ger det en sjöprocent på 16,2 procent.